# Palais Borsig

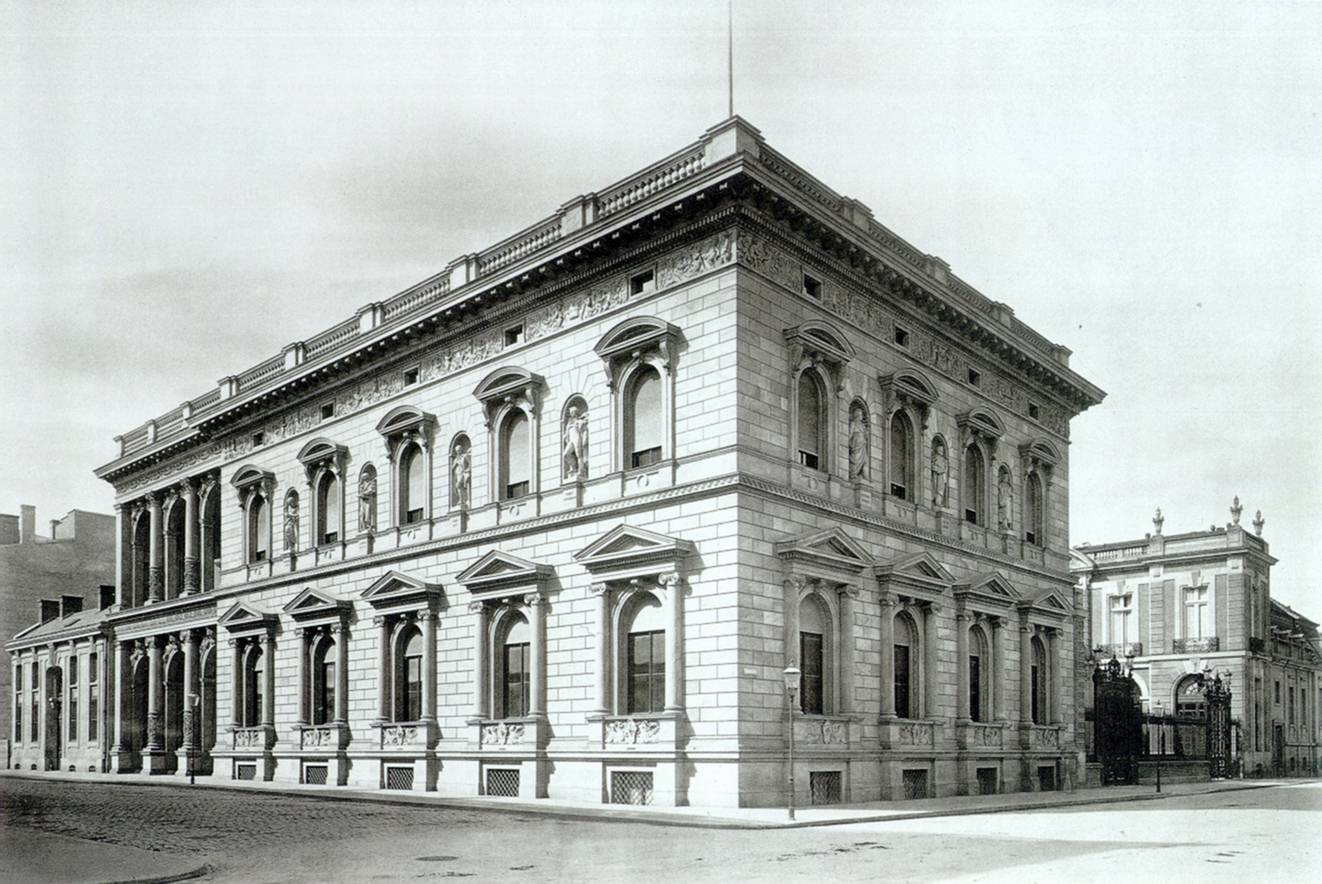
Palais Borsig an der Ecke Voßstraße (links) und Wilhelmstraße, um 1881

Das Palais Borsig war ein als private Residenz, danach als Bank und schließlich als Regierungsgebäude genutztes Bauwerk im Berliner Stadtviertel Mitte (Friedrichstadt). Das Gebäude befand sich von 1875/1877 bis zu seiner Zerstörung im Zweiten Weltkrieg in der Voßstraße 1 an der Ecke zur Wilhelmstraße.

## Errichtung und Anlage

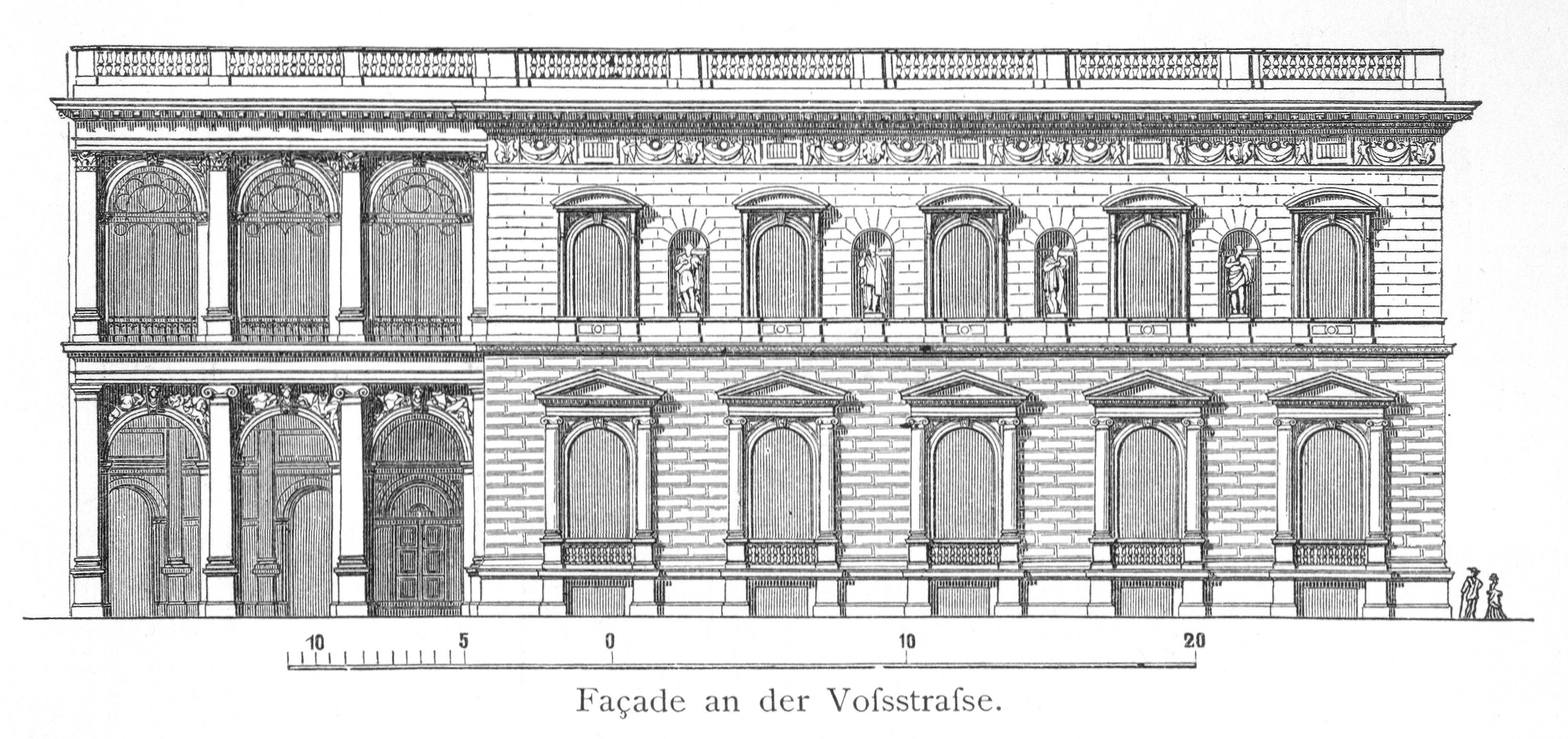
Fassade des Palais Borsig

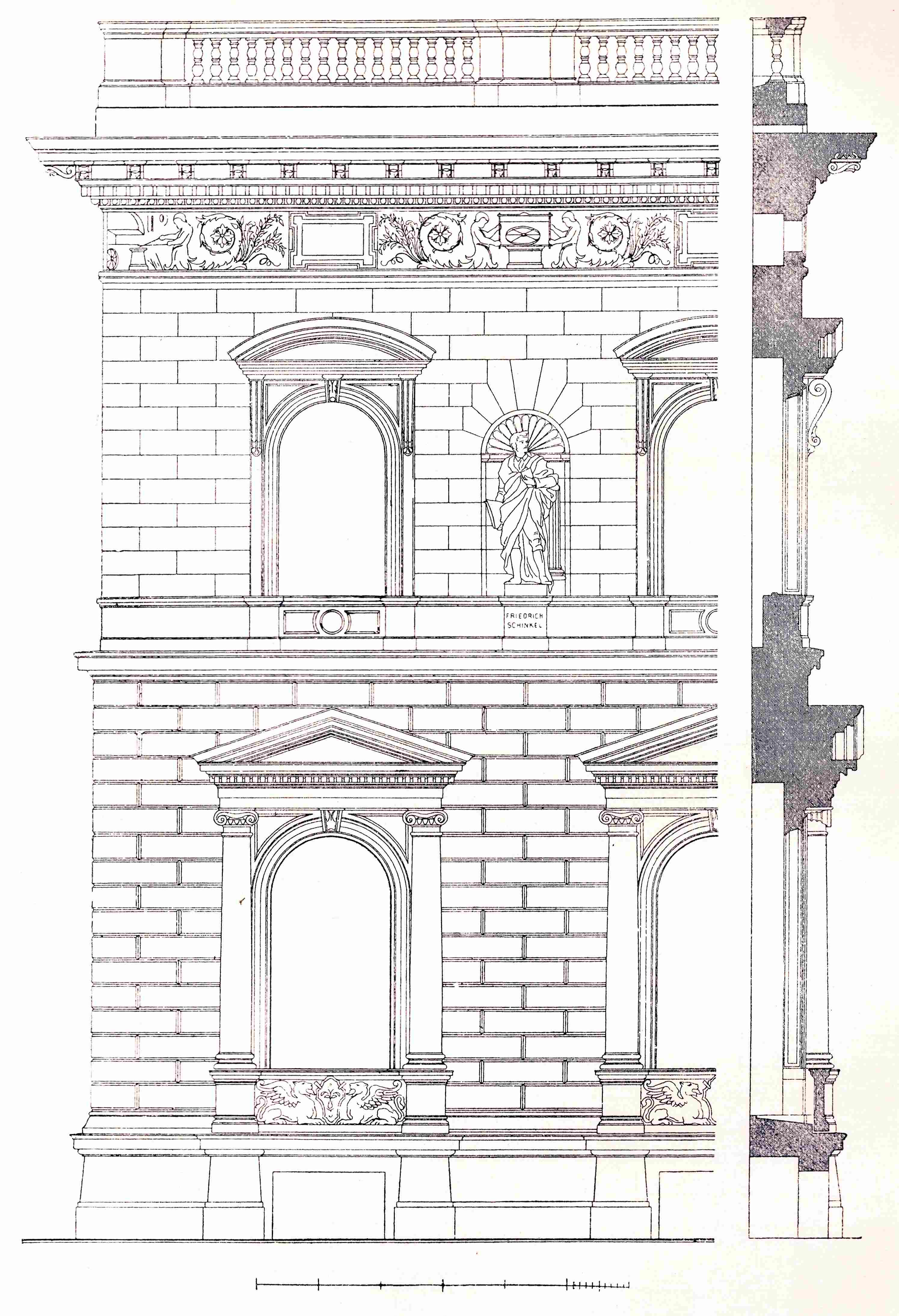
Ansicht und Fassadenschnitt

Das Palais Borsig wurde vom Direktor der Berliner Bauakademie, dem Architekten Richard Lucae (1829–1877), im Auftrag des Fabrikanten Albert Borsig (1829–1878) als neues Berliner Wohnhaus für Borsig entworfen. Der Bau erfolgte in den Jahren 1875–1877.
Lucae gestaltete das Palais als zweigeschossiges Gebäude im Stil der damals sehr beliebten  Neorenaissance. Am Obergeschoss, in den Nischen zwischen den einzelnen Fenstern, wurden Plastiken von Archimedes, Leonardo da Vinci, James Watt, George Stephenson und Karl Friedrich Schinkel platziert, die den technischen Fortschritt symbolisieren sollten. Als Bildhauer waren Reinhold Begas, Otto Lessing, Erdmann Encke und Emil Hundrieser beteiligt. Die Fassaden wurden mit Sandsteinplatten verkleidet. Architekt wie Künstler gehörten zu den Besten, die im damaligen Berlin zu finden waren.
Sowohl mit dem an der italienischen Hochrenaissance orientierten Stil, der auf die italienischen Stadtrepubliken (wie Venedig oder Florenz) verweist, als auch durch das Figurenprogramm wird das Selbstbewusstsein des aufstrebenden Bürgers Borsig deutlich gemacht. Im umliegenden Bereich der Wilhelmstraße gab es bisher nur Palais von Adeligen, die auf eine vielhundertjährige Tradition zurückblickten. Albert Borsigs Vater hatte aus dem Nichts ein Großunternehmen aufgebaut.
Im Jahr 1878 musste am gerade beendeten Haus schon der erste Umbau vorgenommen werden: Gerade unter den Fenstern des einen großen Teil des Obergeschosses einnehmenden Festsaals ließ der Nachbar in der Voßstraße 2 seinen Pferdestall bauen – der Fürst von Pleß, Hans Heinrich XI. von Hochberg, der zudem in Schlesien mit den Borsigs im Bereich der Montanindustrie konkurrierte.

## Nutzung
Als 1878 der Innenausbau des Hauses ausgeführt werden sollte, starb der Bauherr Albert Borsig. Die Bauarbeiten wurden daraufhin eingestellt, das Haus blieb unter nicht genauer geschilderten Umständen trotz der exponierten Lage und des hohen Grundstückswertes rund ein Vierteljahrhundert ungenutzt, bis es 1904 für 1,3 Millionen Mark (kaufkraftbereinigt in heutiger Währung: rund 10,5 Millionen Euro) von der Preußischen Pfandbriefbank erworben und für die Nutzung als Bankgebäude ausgebaut wurde.
Vom Juni 1933 bis zum 30. Juni / 1. Juli 1934 diente das Palais Borsig Franz von Papen im Kabinett Hitler als Amtssitz der „Kanzlei des Stellvertretenden Reichskanzlers“. Am 23. März 1934 wurde das Palais vom Reich gekauft. Während der knapp einjährigen Nutzung des Gebäudes als Vizekanzlei diente sie – als „Reichsbeschwerdestelle“ bezeichnet – als Sammelpunkt einer sich aus engen Mitarbeitern von Papens rekrutierenden (diesen selbst aber nicht einbeziehenden) Widerstandsgruppe gegen die NS-Diktatur (in der Literatur u. a. als „Papen-Kreis“, „Jung-Gruppe“, „Jung-Bose-Ketteler-Tschirschky-Gruppe“ bezeichnet). Dieser gehörten im Wesentlichen mit Herbert von Bose, Wilhelm Freiherr von Ketteler, Friedrich Carl von Savigny, Fritz Günther von Tschirschky, Hans von Kageneck, Kurt Josten und Walter Hummelsheim sieben Angehörige aus dem Stab des Vizekanzlers an. Hinzu kam der außerordentliche Mitarbeiter der Kanzlei Edgar Julius Jung.
Am 30. Juni 1934 wurde die Vizekanzlei im Zuge der Röhm-Affäre von einem SS-Kommando erstürmt und besetzt. Papen wurde danach in seiner Privatwohnung in der Lennéstraße interniert. Bose wurde in den Räumlichkeiten der Kanzlei erschossen, Tschirschky, Savigny und Hummelsheim verhaftet und zeitweise im Gestapo-Hauptquartier in der Prinz-Albrecht-Straße und in Konzentrationslagern gefangen gehalten. Kageneck, Ketteler und Josten konnten die Kanzlei ungehindert verlassen und fliehen.
Wer die Anweisung für die Aktion gegen die Vizekanzlei gegeben hat, ist bis heute unklar. Für einen letztinstanzlichen Auftrag Adolf Hitlers spricht, dass er Alfred Rosenberg gegenüber wenige Tage zuvor bei einem Gespräch über aus dem Regierungsapparat selbst kommende Störmanöver gegen seine Politik auf das Gebäude der Vizekanzlei wies und meinte: „Ja, da kommt alles her, ich werde das ganze Büro einmal ausheben lassen“. Welcher von Hitlers Unterführern die Aktion konkret organisierte und umsetzen ließ, ist dabei nicht ganz eindeutig. Tschirschky vermerkte in seinen Memoiren (Erinnerungen eines Hochverräters), dass es unter den Kriminalbeamten, die die Kanzlei erstürmten, Streitigkeiten gegeben habe, wer ihn verhaften dürfte. Den Führer der einen, kleineren Gruppe, die später im Palais eintraf, um ihn in Gewahrsam zu nehmen, identifizierte er als einen Mitarbeiter Hermann Görings. Von dem Anführer der zuerst eingetroffenen, hauptsächlich aus SS-Leuten bestehenden, Gruppe, der sich schließlich durchsetzen und ihn verhaften konnte, nahm er an, dass er ein Mitarbeiter Heinrich Himmlers und Reinhard Heydrichs war. Für diese Annahme spricht – abseits davon, dass die SS-Leute in erster Linie diesen beiden unterstanden, obwohl auch Göring bei Bedarf ein Verfügungsrecht an ihnen gehabt hätte –, dass der erschossene Herbert von Bose ein persönlicher Feind Heydrichs war und dass er, Tschirschky, in das Gestapo-Hauptquartier in der Prinz-Albrecht-Straße verschleppt wurde.
Am 1. Juli 1934 ordnete Hitler an, das Palais als Vizekanzlei räumen zu lassen. Stattdessen beauftragte er den Architekten Albert Speer damit, das Palais Borsig zum neuen Hauptquartier für den Stab der SA umzubauen, den Hitler im Sommer/Herbst 1934 schrittweise von München nach Berlin verlegen ließ.
Vom November 1934 an konnten 32 Räume des Palais Borsig von der SA-Führung unter Viktor Lutze und zwölf Räume von der „Präsidialkanzlei des Führers“ unter Leitung von Otto Meissner genutzt werden. Als 1938/1939 die Neue Reichskanzlei entstand, wurde das Palais Borsig im Innern umgestaltet und in den Neubau integriert.
Im Zweiten Weltkrieg zerstörten bei alliierten Luftangriffen Fliegerbomben und Folgebrände das Palais Borsig. Seine Ruine wurde zusammen mit der Neuen Reichskanzlei ab 1949 beseitigt. Auf dem Gelände befinden sich seit 1990 acht- bis neungeschossige Wohnblocks sowie Parkplätze.

## Villa Borsig
Nicht zu verwechseln mit dem „Palais Borsig“ sind zwei Gebäude, die den Namen „Villa Borsig“ trugen:
- Villa Borsig in Berlin-Moabit
- Borsig-Villa Reiherwerder